# Espacio vectorial ordenado

Un punto en y el conjunto de todos los tales que (en rojo). El orden aquí es si y solo si y

En matemáticas, un espacio vectorial ordenado o espacio vectorial parcialmente ordenado es un espacio vectorial equipado con un orden parcial que es compatible con las operaciones del espacio vectorial.

## Definición
Dado un espacio vectorial {\displaystyle X} sobre los números reales {\displaystyle \mathbb {R} } y un preorden {\displaystyle \,\leq \,} sobre el conjunto {\displaystyle X,} el par {\displaystyle (X,\leq )} se llama espacio vectorial preordenado y se dice que el preorden {\displaystyle \,\leq \,} es compatible con la estructura del espacio vectorial de {\displaystyle X}. Por otro lado, se denomina a {\displaystyle \,\leq \,} un preorden vectorial en {\displaystyle X} si para todos los {\displaystyle x,y,z\in X} y {\displaystyle r\in \mathbb {R} } con {\displaystyle r\geq 0} se cumplen los dos axiomas siguientes:
1. {\displaystyle x\leq y} implica que {\displaystyle x+z\leq y+z,}
2. {\displaystyle y\leq x} implica que {\displaystyle ry\leq rx.}

Si {\displaystyle \,\leq \,} es un preorden compatible con la estructura del espacio vectorial de {\displaystyle X}, entonces {\displaystyle (X,\leq )} se denomina espacio vectorial ordenado y {\displaystyle \,\leq \,} se denomina orden parcial vectorial en {\displaystyle X.}
Los dos axiomas implican que las traslaciones y las homotecias positivas son automorfismos de la estructura de orden, y que la asignación {\displaystyle x\mapsto -x} es un isomorfismo sobre una estructura de orden dual. Los espacios vectoriales ordenados son grupos ordenados con respecto a la operación suma.
Téngase en cuenta que {\displaystyle x\leq y} si y solo si {\displaystyle -y\leq -x.}

## Conos positivos y su equivalencia con los ordenamientos
Un subconjunto {\displaystyle C} de un espacio vectorial {\displaystyle X} se llama cono si para todo {\displaystyle r>0,} real {\displaystyle rC\subseteq C.} Un cono se llama puntiagudo si contiene el origen. Un cono {\displaystyle C} es convexo si y solo si {\displaystyle C+C\subseteq C.} La intersección de cualquier familia de conos no vacía (respectivamente, conos convexos) es nuevamente un cono (respectivamente, cono convexo).
Lo mismo ocurre con la unión de una familia de conos creciente (bajo la inclusión de conjuntos) (respectivamente, conos convexos). Se dice que un cono {\displaystyle C} en un espacio vectorial {\displaystyle X} es generador si {\displaystyle X=C-C.}
Dado un espacio vectorial preordenado {\displaystyle X,} el subconjunto {\displaystyle X^{+}} de todos los elementos {\displaystyle x} en {\displaystyle (X,\leq )} que satisfacen {\displaystyle x\geq 0} es un cono convexo puntiagudo con vértice en {\displaystyle 0} (es decir, contiene {\displaystyle 0}) llamado cono positivo de {\displaystyle X} y denotado por {\displaystyle \operatorname {PosCone} X.}
Los elementos del cono positivo se llaman positivos.
Si {\displaystyle x} e {\displaystyle y} son elementos de un espacio vectorial preordenado {\displaystyle (X,\leq ),} entonces {\displaystyle x\leq y} si y solo si {\displaystyle y-x\in X^{+}.} El cono positivo se genera si y solo si {\displaystyle X} es un conjunto dirigido bajo {\displaystyle \,\leq .}
Dado cualquier cono convexo puntiagudo {\displaystyle C} con vértice en {\displaystyle 0,} se puede definir un preorden {\displaystyle \,\leq \,} en {\displaystyle X} que sea compatible con la estructura del espacio vectorial de {\displaystyle X} declarando para todo {\displaystyle x,y\in X,} que {\displaystyle x\leq y} si y solo si {\displaystyle y-x\in C.}
El cono positivo de este espacio vectorial preordenado resultante es {\displaystyle C.}
Por lo tanto, existe una correspondencia uno a uno entre los conos convexos puntiagudos con vértice {\displaystyle 0} y los preórdenes de vectores en {\displaystyle X.}.
Si {\displaystyle X} está reservado, entonces se puede formar una relación de equivalencia en {\displaystyle X} definiendo que {\displaystyle x} es equivalente a {\displaystyle y} si y solo si {\displaystyle x\leq y} e {\displaystyle y\leq x}; si {\displaystyle N} es la clase de equivalencia que contiene el origen, entonces {\displaystyle N} es un subespacio vectorial de {\displaystyle X} y {\displaystyle X/N} es un espacio vectorial ordenado bajo la relación: {\displaystyle A\leq B} si y solo existen {\displaystyle a\in A} y {\displaystyle b\in B} tales que {\displaystyle a\leq b.}
Un subconjunto de {\displaystyle C} de un espacio vectorial {\displaystyle X} se denomina cono convexo si es un cono convexo de vértice {\displaystyle 0} que satisface {\displaystyle C\cap (-C)=\{0\}.}
Explícitamente, {\displaystyle C} es un cono propio si (1) {\displaystyle C+C\subseteq C,} (2) {\displaystyle rC\subseteq C} para todos los {\displaystyle r>0,} y (3) {\displaystyle C\cap (-C)=\{0\}.}
La intersección de cualquier familia no vacía de conos propios es nuevamente un cono propio. Cada cono propio {\displaystyle C} en un espacio vectorial real induce un orden en el espacio vectorial definiendo {\displaystyle x\leq y} si y solo si {\displaystyle y-x\in C,} y además, el cono positivo de este espacio vectorial ordenado será {\displaystyle C.} Por lo tanto, existe una correspondencia uno a uno entre los conos convexos propios de {\displaystyle X} y los órdenes parciales del vector en {\displaystyle X.}
Por ordenamiento total de vectores en {\displaystyle X} se entiende un orden total en {\displaystyle X} que es compatible con la estructura del espacio vectorial de {\displaystyle X.}
La familia de ordenamientos vectoriales totales en un espacio vectorial {\displaystyle X} está en correspondencia uno a uno con la familia de todos los conos propios que son máximos bajo la inclusión de conjuntos.
Un orden vectorial total no puede ser arquimediano si su dimensión, cuando se considera un espacio vectorial sobre los números reales, es mayor que 1.
Si {\displaystyle R} y {\displaystyle S} son dos ordenamientos de un espacio vectorial con conos positivos {\displaystyle P} y {\displaystyle Q,} respectivamente, entonces se dice que {\displaystyle R} es más fino que {\displaystyle S} si {\displaystyle P\subseteq Q.}

## Ejemplos
Los números reales con el orden habitual forman un espacio vectorial totalmente ordenado. Para todos los números enteros, {\displaystyle n\geq 0,} el espacio euclídeo, {\displaystyle \mathbb {R} ^{n}} considerado como un espacio vectorial sobre los reales con el orden lexicográfico, forma un espacio vectorial preordenado cuyo orden es arquimediano si y solo si {\displaystyle n=1}.

### Orden puntual
Si {\displaystyle S} es cualquier conjunto y si {\displaystyle X} es un espacio vectorial (sobre los números reales) de funciones con valor real en {\displaystyle S,} entonces el orden puntual en {\displaystyle X} viene dado por, para todo {\displaystyle f,g\in X,} {\displaystyle f\leq g} si y solo si {\displaystyle f(s)\leq g(s)} para todos {\displaystyle s\in S.}
Los espacios a los que normalmente se les asigna este orden incluyen:
- El espacio {\displaystyle \ell ^{\infty }(S,\mathbb {R} )} de aplicaciones de valor real acotado en {\displaystyle S.}
- El espacio {\displaystyle c_{0}(\mathbb {R} )} de sucesiones de valor real que convergen a {\displaystyle 0.}
- El espacio {\displaystyle C(S,\mathbb {R} )} de funciones de valor real continuas en un espacio topológico {\displaystyle S.}
- Para cualquier entero no negativo {\displaystyle n,} el espacio euclídeo {\displaystyle \mathbb {R} ^{n}} cuando se considera como el espacio {\displaystyle C(\{1,\dots ,n\},\mathbb {R} )} donde a {\displaystyle S=\{1,\dots ,n\}} viene dado por una topología discreta.

El espacio {\displaystyle {\mathcal {L}}^{\infty }(\mathbb {R} ,\mathbb {R} )} de todos las aplicaciones medibles casi en todas partes asigna valores reales acotados en {\displaystyle \mathbb {R} ,} donde el preorden se define para todos los {\displaystyle f,g\in {\mathcal {L}}^{\infty }(\mathbb {R} ,\mathbb {R} )} por {\displaystyle f\leq g} si y solo si {\displaystyle f(s)\leq g(s)} casi en cualquier parte.

## Intervalos y el orden vinculado dual
Un intervalo de orden en un espacio vectorial preordenado tiene la forma
{\displaystyle {\begin{alignedat}{4}[a,b]&=\{x:a\leq x\leq b\},\\[0.1ex][a,b[&=\{x:a\leq x<b\},\\]a,b]&=\{x:a<x\leq b\},{\text{ o }}\\]a,b[&=\{x:a<x<b\}.\\\end{alignedat}}}
De los axiomas 1 y 2 anteriores se deduce que {\displaystyle x,y\in [a,b]} y {\displaystyle 0<t<1} implican que {\displaystyle tx+(1-t)y} pertenece a {\displaystyle [a,b];}
y por tanto, estos intervalos de orden son convexos.
Se dice que un subconjunto está ordenado si está contenido en algún intervalo de orden.
En un espacio vectorial real preordenado, si es para {\displaystyle x\geq 0}, entonces el intervalo de la forma {\displaystyle [-x,x]} es equilibrado.
Una unidad de orden de un espacio vectorial preordenado es cualquier elemento {\displaystyle x} tal que el conjunto {\displaystyle [-x,x]} sea absorbente.
El conjunto de todas las funciones lineales en un espacio vectorial preordenado {\displaystyle X} que asigna cada intervalo de orden a un conjunto acotado se denomina dual de orden acotado de {\displaystyle X} y se denota por {\displaystyle X^{\operatorname {b} }.} Si un espacio es ordenado, entonces su dual de orden acotado es un subespacio vectorial de su espacio dual.
Un subconjunto {\displaystyle A} de un espacio vectorial ordenado {\displaystyle X} se llama de orden completo si para cada subconjunto {\displaystyle B\subseteq A} no vacío tal que {\displaystyle B} está orden acotado en {\displaystyle A,} tanto {\displaystyle \sup B} como {\displaystyle \inf B} existen y son elementos de {\displaystyle A.} Se dice que un vector ordenado el espacio {\displaystyle X} posee orden completo si {\displaystyle X} es un subconjunto de orden completo de {\displaystyle X.}

### Ejemplos
Si {\displaystyle (X,\leq )} es un espacio vectorial preordenado sobre los números reales con unidad de orden {\displaystyle u,} entonces la aplicación {\displaystyle p(x):=\inf\{t\in \mathbb {R} :x\leq tu\}} es un funcional sublineal.

## Propiedades
Si {\displaystyle X} es un espacio vectorial preordenado, entonces para todos los {\displaystyle x,y\in X,}
- {\displaystyle x\geq 0} e {\displaystyle y\geq 0} implican que {\displaystyle x+y\geq 0.}[3]
- {\displaystyle x\leq y} si y solo si {\displaystyle -y\leq -x.}[3]
- {\displaystyle x\leq y} y {\displaystyle r<0} implican que {\displaystyle rx\geq ry.}[3]
- {\displaystyle x\leq y} si y solo si {\displaystyle y=\sup\{x,y\}} si y solo si {\displaystyle x=\inf\{x,y\}}[3]
- {\displaystyle \sup\{x,y\}} existe si y solo si {\displaystyle \inf\{-x,-y\}} existe, en cuyo caso {\displaystyle \inf\{-x,-y\}=-\sup\{x,y\}.}[3]
- {\displaystyle \sup\{x,y\}} existe si y solo si {\displaystyle \inf\{x,y\}} existe, en cuyo caso para todos los {\displaystyle z\in X,}[3]
  - {\displaystyle \sup\{x+z,y+z\}=z+\sup\{x,y\},} y
  - {\displaystyle \inf\{x+z,y+z\}=z+\inf\{x,y\}}
  - {\displaystyle x+y=\inf\{x,y\}+\sup\{x,y\}.}
- {\displaystyle X} es un espacio de Riesz si y solo si {\displaystyle \sup\{0,x\}} existe para todos los {\displaystyle x\in X.}[3]

## Espacios de aplicaciones lineales
Se dice que un cono {\displaystyle C} es generador si {\displaystyle C-C} es igual a todo el espacio vectorial.
Si {\displaystyle X} y {\displaystyle W} son dos espacios vectoriales ordenados no triviales con respectivos conos positivos {\displaystyle P} y {\displaystyle Q,} entonces {\displaystyle P} se genera en {\displaystyle X} si y solo si el conjunto {\displaystyle C=\{u\in L(X;W):u(P)\subseteq Q\}} es un cono propio en {\displaystyle L(X;W),} que es el espacio de todas las aplicaciones lineales desde {\displaystyle X} hasta {\displaystyle W.}
En este caso, el orden definido por {\displaystyle C} se denomina ordenamiento canónico de {\displaystyle L(X;W).}.
De manera más general, si {\displaystyle M} es cualquier subespacio vectorial de {\displaystyle L(X;W)} tal que {\displaystyle C\cap M} sea un cono propio, el orden definido por {\displaystyle C\cap M} se denomina 'ordenamiento canónico de {\displaystyle M.}.

### Funcionales positivos y el orden dual
Una función lineal {\displaystyle f} en un espacio vectorial preordenado se denomina positiva si satisface cualquiera de las siguientes condiciones equivalentes:
1. {\displaystyle x\geq 0} implica {\displaystyle f(x)\geq 0.}
2. si {\displaystyle x\leq y} entonces {\displaystyle f(x)\leq f(y).}[3]

El conjunto de todas las formas lineales positivas en un espacio vectorial con cono positivo {\displaystyle C,} llamado cono dual y denotado por {\displaystyle C^{*},} es un cono igual al polar de {\displaystyle -C.}
El preorden inducido por el cono dual en el espacio de funcionales lineales en {\displaystyle X} se llama preorden dual.
El dual de orden de un espacio vectorial ordenado {\displaystyle X} es el conjunto, denotado por {\displaystyle X^{+},} definido por {\displaystyle X^{+}:=C^{*}-C^{*}.}
Aunque {\displaystyle X^{+}\subseteq X^{b},} existen espacios vectoriales ordenados para los cuales la igualdad de conjuntos no se cumple.

## Tipos especiales de espacios vectoriales ordenados
Sea {\displaystyle X} un espacio vectorial ordenado. Se dice que un espacio vectorial ordenado {\displaystyle X} está ordenado arquimedianamente y que el orden de {\displaystyle X} es de Arquímedes si siempre que {\displaystyle x} en {\displaystyle X} es tal que {\displaystyle \{nx:n\in \mathbb {N} \}} es mayorizado (es decir, si existe algún {\displaystyle y\in X} tal que {\displaystyle nx\leq y} para todos los {\displaystyle n\in \mathbb {N} }), y entonces {\displaystyle x\leq 0.}
Un espacio vectorial topológico (EVT) que es un espacio vectorial ordenado es necesariamente de Arquímedes si su cono positivo está cerrado.
Se dice que un espacio vectorial preordenado {\displaystyle X} está regularmente ordenado y que su orden es regular si está ordenado arquimedianamente y {\displaystyle X^{+}} distingue puntos en {\displaystyle X.}
Esta propiedad garantiza que haya suficientes formas lineales positivas para poder utilizar con éxito las herramientas de la dualidad para estudiar espacios vectoriales ordenados.
Un espacio vectorial ordenado se llama espacio de Riesz si para todos los elementos {\displaystyle x} e {\displaystyle y,} existen el supremo {\displaystyle \sup(x,y)} y el ínfimo {\displaystyle \inf(x,y)}.

## Subespacios, cocientes y productos
Sea {\displaystyle X} un espacio vectorial preordenado con cono positivo {\displaystyle C.}
Subespacios
Si {\displaystyle M} es un subespacio vectorial de {\displaystyle X}, entonces el orden canónico en {\displaystyle M} inducido por el cono positivo {\displaystyle X} de {\displaystyle C} es el orden parcial inducido por el cono convexo puntiagudo {\displaystyle C\cap M,} donde este cono es propio si {\displaystyle C} es propio.
Espacio de cociente
Sea {\displaystyle M} un subespacio vectorial de un espacio vectorial ordenado {\displaystyle X,} sea {\displaystyle \pi :X\to X/M} la proyección canónica, y sea {\displaystyle {\hat {C}}:=\pi (C).}
Entonces, {\displaystyle {\hat {C}}} es un cono en {\displaystyle X/M} que induce un preorden canónico en el espacio cociente {\displaystyle X/M.}
Si {\displaystyle {\hat {C}}} es un cono adecuado en {\displaystyle X/M}, entonces {\displaystyle {\hat {C}}} convierte a {\displaystyle X/M} en un espacio vectorial ordenado.
Si {\displaystyle M} es {\displaystyle C} saturado, entonces {\displaystyle {\hat {C}}} define el orden canónico de {\displaystyle X/M.}
Téngase en cuenta que {\displaystyle X=\mathbb {R} _{0}^{2}} proporciona un ejemplo de un espacio vectorial ordenado en el que {\displaystyle \pi (C)} no es un cono propio.
Si {\displaystyle X} también es un espacio vectorial topológico (EVT), y si por cada entorno del origen {\displaystyle V} en {\displaystyle X} existe una vecindad {\displaystyle U} del origen tal que {\displaystyle [(U+N)\cap C]\subseteq V+N}, entonces {\displaystyle {\hat {C}}} es un cono normal para la topología cociente.
Si {\displaystyle X} es un retículo vectorial topológico y {\displaystyle M} es un subretículo sólido cerrado de {\displaystyle X}, entonces {\displaystyle X/L} también es un retículo vectorial topológico.
Producto
Si {\displaystyle S} es un conjunto cualquiera, entonces el espacio {\displaystyle X^{S}} de todas las funciones desde {\displaystyle S} hasta {\displaystyle X} está ordenado canónicamente por el cono propio {\displaystyle \left\{f\in X^{S}:f(s)\in C{\text{for all }}s\in S\right\}.}.
Supóngase que {\displaystyle \left\{X_{\alpha }:\alpha \in A\right\}} es una familia de espacios vectoriales preordenados, y que el cono positivo de {\displaystyle X_{\alpha }} es {\displaystyle C_{\alpha }.}
Entonces, {\textstyle C:=\prod _{\alpha }C_{\alpha }} es un cono convexo puntiagudo en {\textstyle \prod _{\alpha }X_{\alpha },} que determina un orden canónico en {\textstyle \prod _{\alpha }X_{\alpha }.} {\displaystyle C} es un cono propio si todos los {\displaystyle C_{\alpha }} son conos propios.
Suma directa algebraica
La suma directa algebraica {\textstyle \bigoplus _{\alpha }X_{\alpha }} de {\displaystyle \left\{X_{\alpha }:\alpha \in A\right\}} es un subespacio vectorial de {\textstyle \prod _{\alpha }X_{\alpha }} al que se le da el ordenamiento del subespacio canónico heredado de {\textstyle \prod _{\alpha }X_{\alpha }.}
Si {\displaystyle X_{1},\dots ,X_{n}} son subespacios vectoriales ordenados de un espacio vectorial ordenado {\displaystyle X}, entonces {\displaystyle X} es la suma directa ordenada de estos subespacios si el isomorfismo algebraico canónico de {\displaystyle X} sobre {\displaystyle \prod _{\alpha }X_{\alpha }} (con el orden canónico del producto) es un isomorfismo de órdenes.

## Ejemplos
- Los números reales con el orden habitual es un espacio vectorial ordenado.
- {\displaystyle \mathbb {R} ^{2}} es un espacio vectorial ordenado con la relación {\displaystyle \,\leq \,} definida de cualquiera de las siguientes maneras (en orden de fuerza creciente, es decir, conjuntos de pares decrecientes):
  - Orden lexicográfico: {\displaystyle (a,b)\leq (c,d)} si y solo si {\displaystyle a<c} o {\displaystyle (a=c{\text{and }}b\leq d).} Este es un orden total. El cono positivo viene dado por {\displaystyle x>0} o {\displaystyle (x=0{\text{ y }}y\geq 0),} es decir, en Coordenadas polares, el conjunto de puntos cuya coordenada angular satisface que {\displaystyle -\pi /2<\theta \leq \pi /2,} junto con el origen.
  - {\displaystyle (a,b)\leq (c,d)} si y solo si {\displaystyle a\leq c} y {\displaystyle b\leq d} (el orden del producto de dos copias de {\displaystyle \mathbb {R} } con {\displaystyle \leq }). Este es un orden parcial. El cono positivo viene dado por {\displaystyle x\geq 0} e {\displaystyle y\geq 0,} es decir, en coordenadas polares {\displaystyle 0\leq \theta \leq \pi /2,} junto con el origen.
  - {\displaystyle (a,b)\leq (c,d)} si y solo si {\displaystyle (a<c{\text{ y }}b<d)} o {\displaystyle (a=c{\text{ y }}b=d)} (la clausura reflexiva del Producto directo de dos copias de {\displaystyle \mathbb {R} } con "<"). Esto también es un orden parcial. El cono positivo está dado por {\displaystyle (x>0{\text{ e }}y>0)} o {\displaystyle x=y=0),} es decir, en coordenadas polares, {\displaystyle 0<\theta <\pi /2,} junto con el origen.

Solo el segundo orden está cerrado, como subconjunto de {\displaystyle \mathbb {R} ^{4},}; véase órdenes parciales en espacios topológicos.
Para el tercer orden, los intervalos bidimensionales "{\displaystyle p<x<q}" son conjuntos abiertos que generan la topología.
- {\displaystyle \mathbb {R} ^{n}} es un espacio vectorial ordenado con la relación {\displaystyle \,\leq \,} definida de manera similar. Por ejemplo, para el segundo orden mencionado anteriormente:
  - {\displaystyle x\leq y} si y solo si {\displaystyle x_{i}\leq y_{i}} para {\displaystyle i=1,\dots ,n.}
- Un espacio de Riesz es un espacio vectorial ordenado, donde el orden da lugar a un retículo.
- El espacio de funciones continuas en {\displaystyle [0,1]}, donde {\displaystyle f\leq g} si y solo si {\displaystyle f(x)\leq g(x)} para todos los {\displaystyle x} en {\displaystyle [0,1].}